# Brachyscome rigidula
Brachyscome rigidula là một loài thực vật có hoa trong họ Cúc. Loài này được (DC.) G.L.Davis mô tả khoa học đầu tiên năm 1948.